# 404 (číslo)
Čtyři sta čtyři je přirozené číslo. Následuje po číslu čtyři sta tři a předchází číslu čtyři sta pět. Římskými číslicemi se zapisuje CDIV a řeckými číslicemi υδ.

## Matematika
404 je:
- Deficientní číslo
- Složené číslo
- Šťastné číslo

## Astronomie
- (404) Arsinoë je planetka hlavního pásu, kterou objevil v roce 1895 Auguste Charlois

## Ostatní
- HTTP 404 je stavový kód, chybové hlášení, že stránka nebyla nalezena

## Roky
- 404
- 404 př. n. l.